# Dzielnica (województwo opolskie)

Nieoficjalny herb wsi Dzielnica

Dzielnica (dodatkowa nazwa w j. niem. Dzielnitz) – wieś w Polsce, położona w województwie opolskim, w powiecie kędzierzyńsko-kozielskim, w gminie Cisek.
W latach 1975–1998 miejscowość należała administracyjnie do województwa opolskiego.

## Nazwa
Nazwa miejscowości wywodzi się od polskiego określenia dzielnicy, oznaczającej jednostkę podziału, wydzieloną część całości. Heinrich Adamy w swoim opracowaniu na temat nazw miejscowych na Śląsku, wydanym w 1888 r. we Wrocławiu, wymienia pierwotną nazwę miejscowości jako Dzielnice, podając jej znaczenie Grenzegebiet (pol. granica obszaru, terytorium. Nazwa miejscowości została później fonetycznie zgermanizowana na Dzelnitz i utraciła swoje pierwotne znaczenie.
Wieś wzmiankowana po raz pierwszy w łacińskim dokumencie z 1228 roku wydanym przez Kazimierza I opolskiego, gdzie wymieniona jest w szeregu miejscowości założonych na prawie polskim iure polonico w zlatynizowanej, staropolskiej formie Dzelnicza. Później nazwa została zgermanizowana na Dzielnitz. Ze względu na polskie pochodzenie 8 maja 1936 r. w miejsce zgermanizowanej nazwy naziści wprowadzili nową, całkowicie niemiecką nazwę Füllstein. 9 września 1947 r. ustalono polską nazwę miejscowości – Dzielnica

## Historia
Wykopaliska archeologiczne świadczą, że Dzielnica jest miejscem neolitycznych osad rolniczych, sprzed ok. 7,5 tys. lat. Na obszarze miejscowości znaleziono dowody na uprawę pszenicy, jęczmienia, lnu oraz (najstarsze w Europie) żyta, a także kilkucentymetrowy fragment glinianej figurki kobiety sprzed ok. 6,5 tys. lat, interpretowaną jako przejaw kultu przodków, płodności i obfitości. Na terenie Polski znanych jest ok. 10 tego rodzaju figurek bądź ich fragmentów, najbliższa z Raciborza-Ocic (tzw. „Wenus Ocicka”) zaginęła, istnieją tylko kopie.
W 1228 r. miejscowość Dzielnica była wzmiankowana jako własność klasztoru Norbertanek w Czarnowąsach.
Od końca XVIII w. do 1933 r. na wizerunku pieczęci gminnej umieszczono skrzyżowane cep i kosę, za nimi grabie w słup.
Do głosowania podczas plebiscytu uprawnionych było w Dzielnicy 316 osób, z czego 280, ok. 88,6%, stanowili mieszkańcy (w tym 278, ok. 88,0% całości, mieszkańcy urodzeni w miejscowości). Oddano 313 głosów (ok. 99,1% uprawnionych), w tym 312 (ok. 99,7%) ważne; za Polską głosowały 164 osoby (ok. 52,4%), a za Niemcami 148 osób (ok. 47,3%). W 1933 r. w miejscowości mieszkało 478 osób, a w 1939 r. – 462 osoby.

## Komunikacja
W Dzielnicy znajduje się skrzyżowanie 2 dróg wojewódzkich: 422 i 427.